# Tölöviken
Tölöviken (finska: Töölönlahti) är en havsvik i stadsdelen Tölö i centrala Helsingfors. 
Tölöviken ligger norr om Helsingfors centrum i södra ändan av Helsingfors centralpark. Kring viken finns bland annat Finlands nationalopera, Finlandiahuset, Villa Hagasund och Fågelsångens gamla villaområde. Området är ett parkområde som består av Hagasundsparken, Tölöviksparken, Hesperiaparken och Vinterträdgården.

## Historik
Tölöviken utgjorde tidigare ett sund som separerade nuvarande Kronohagen från fastlandet. Sundet hade redan vuxit igen och försumpats vid sitt smalaste ställe vid nuvarande Esplanaden då Helsingfors stad flyttade till Estnäs i Kronohagen år 1640. Ännu på 1800-talet fortsatte en lång smal vik, Gloviken, söderut från Tölöviken in i Helsingfors nuvarande centrum.
Under 1800-talet expanderade bebyggelsen i Helsingfors vilket påverkade områdena kring Tölöviken. Den grunda och stinkande Gloviken fylldes ut och togs i bruk som byggnadsmark. På Alexandersgatan finns ett konstverk i gatstenarna som visar var den gamla strandlinjen gått. På 1860-talet avskiljdes Tölöviken från Djurgårdsviken när järnvägen byggdes på en fördämning och en del av södra Tölöviken blev bangård. En liten broöppning lämnades i banvallen.

### Tölö träsk
Det fanns en liten insjö (Tölö träsk) som fick sitt vatten från kärren i Ilmala ock befann sig i Mellersta Böle. Från träsket rann en bäck, som hette Tölö å, ner i Tölöviken. På 1870-talet fylldes Tölö träsk igen vilket ledde till att Tölö ån sinade.

## Parkerna
Tölöviken utgör början av Centralparken och är Centralparkens urbana del. I den kulturhistoriska miljön går en 2,2 kilometer lång promenadrutt runt Tölöviken. Rutten passar för promenader, cykling eller rullskridskoåkning.

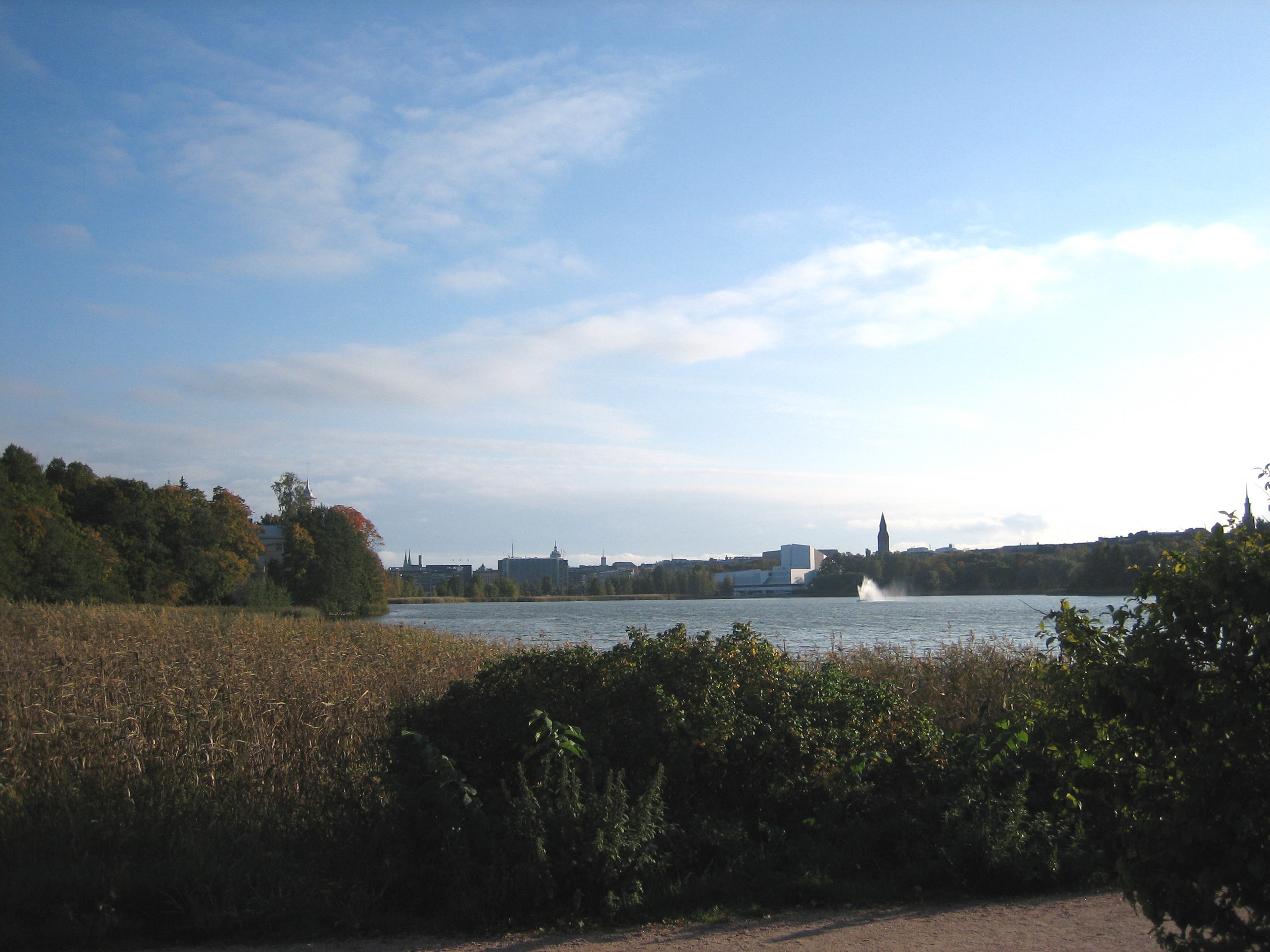
Tölöviken sedd från norr.
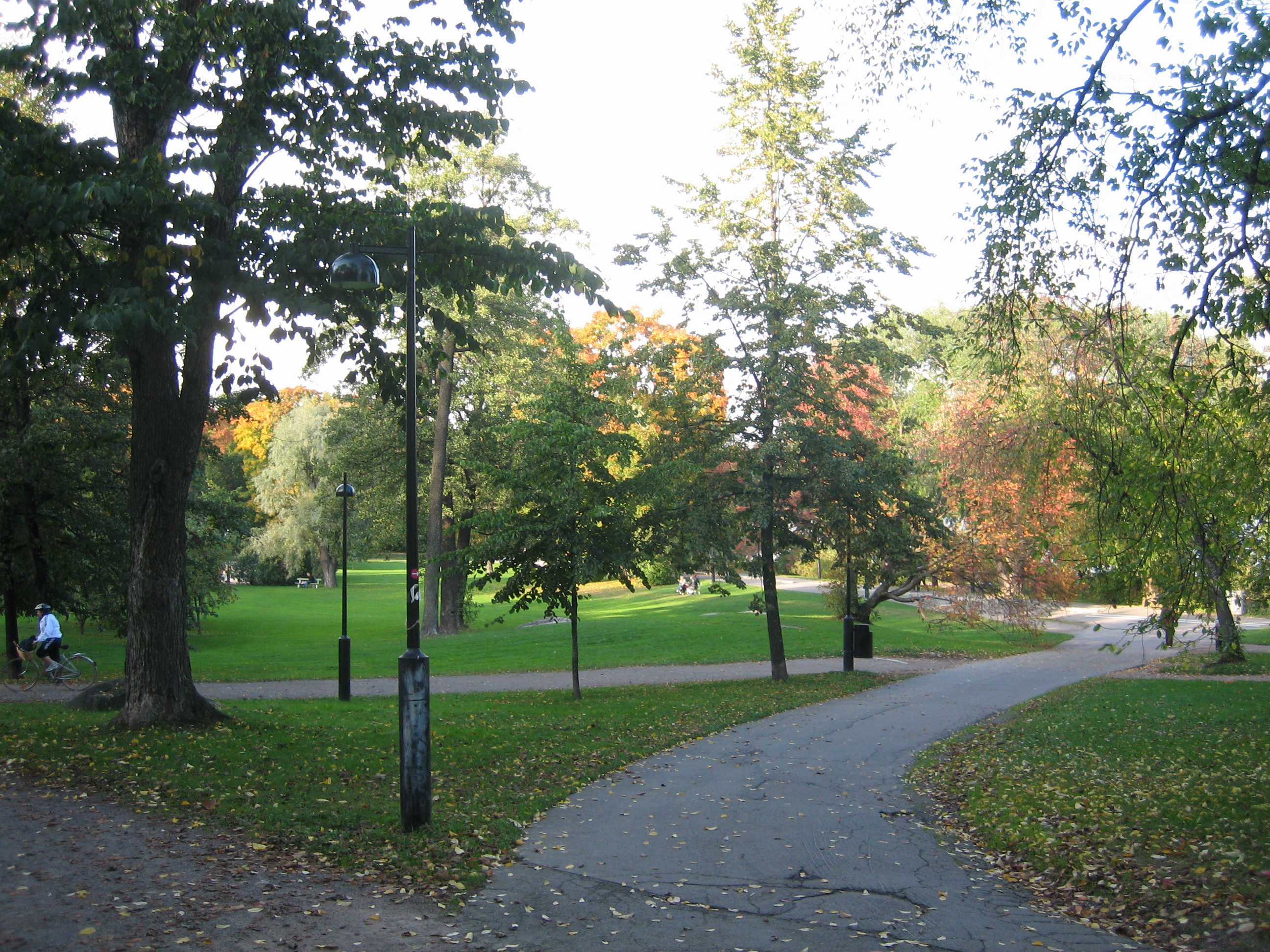
Hesperiaparken.
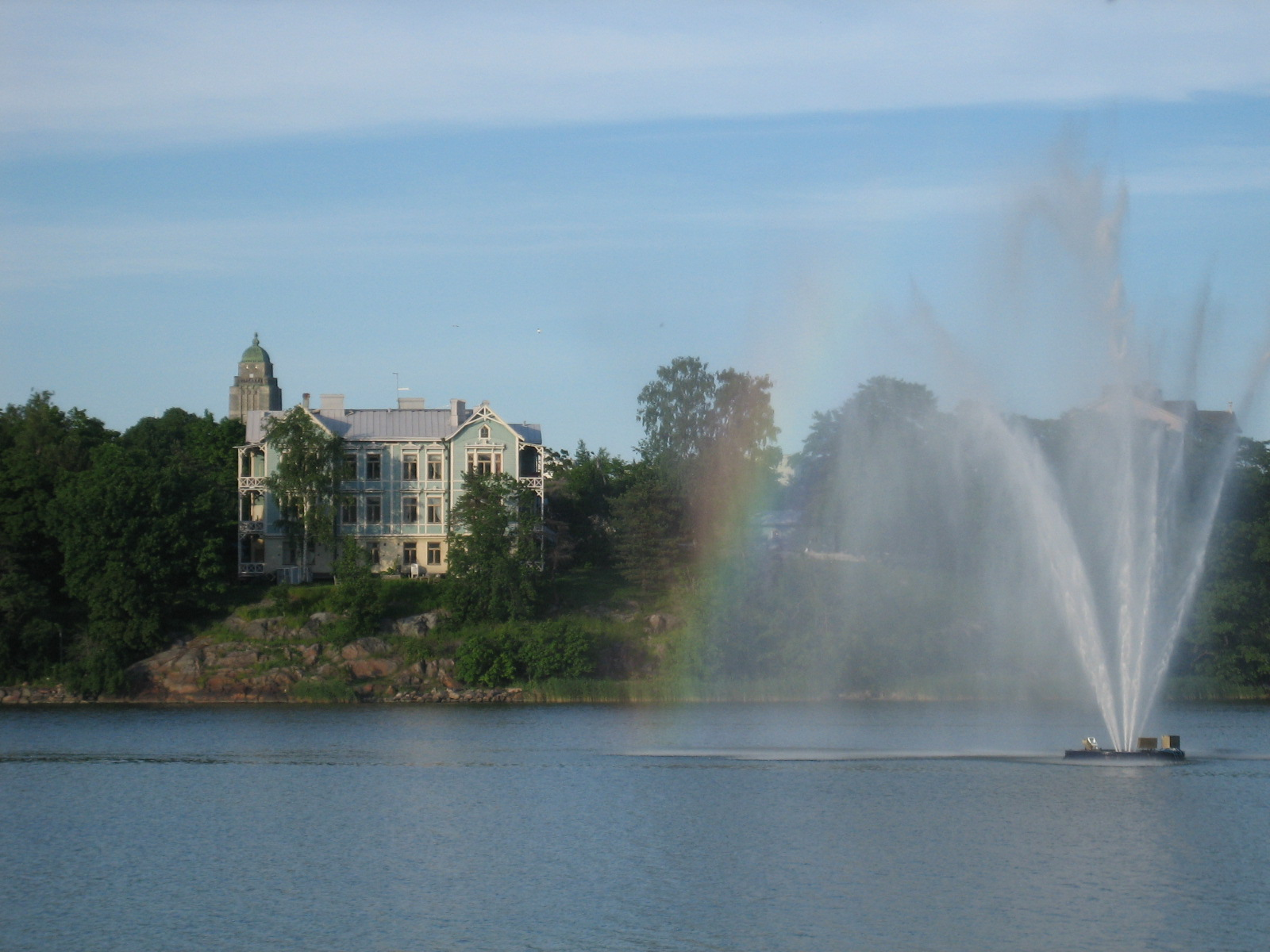
Den blå villan i Fågelsången.
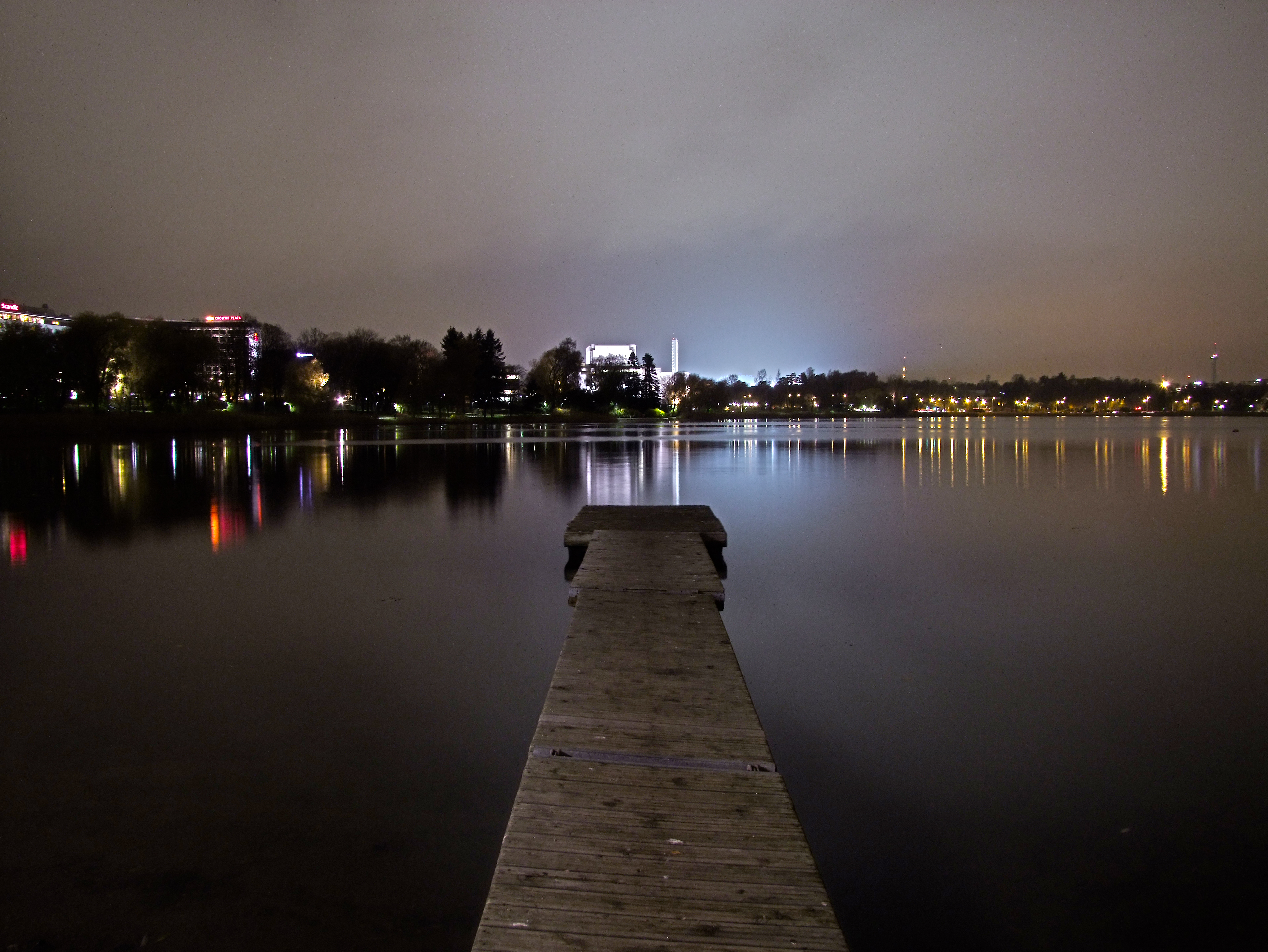
Tölöviken på natten.

### Tölöviksparken
Tölöviksparken i södra ändan av Tölöviken är under planering. Parken planeras enligt vinnarförslaget i en arkitekturtävling. På Auroraplanen ordnas olika evenemang, till exempel cirkusföreställningar. Det finns en båtuthyrning och en liten kiosk vid stranden. Helsingfors nya musikhus är under uppförande bredvid parken och en del av parken kommer att färdigställas samtidigt med Musikhuset.

### Hagasundsparken
Hagasundsparken har fått sitt namn av Villa Hagasund, där stadsmuseet finns. Parken domineras av ett högt berg varifrån man kan se över parken och Tölöviken. En liten bäck rinner ner för berget. Mitt i parken ligger Finlandiahuset, som har prunkande planteringar vid sin huvudingång. Söder om Finlandiahuset är parken en gammal villapark som planterats då Villa Hagasund var en privatbostad utanför centrum.

### Hesperiaparken
Hesperiaparken sträcker sig genom hela stadsdelen Tölö som en smal remsa mellan gatorna Norra och Södra Hesperiagatan. Hesperiaparken slutar vid Tölöviken och denna del kallas också Hesperia strandpark. Tidigare dominerades Hesperiaparken av industrier och privata villor, samt ett industrispår, men av allt detta finns endast en låg tegelmur kvar. Man kan morgongymnastisera, spela parkschack eller inta picknick i Hesperiaparken.

### Vinterträdgården
Huvudartikel: Vinterträdgården, Helsingfors
Palmhuset Vinterträdgården byggdes av Julius af Lindfors enligt ritningar av Karl Gustaf Nyström. af Lindfors donerade byggnaden till Finska trädgårdsföreningen, som hade en trädgårdsskola på området. Vinterträdgården öppnades för allmänheten 1893. Helsingfors stad köpte trädgården och byggnaden år 1907 och parken fick namnet Stadsträdgården. Gåvogivarens vilja var att allmänheten ska få bekanta sig med Vinterträdgården gratis, och än i dag uppbärs ingen inträdesavgift.

### Fågelsången
Fågelsången är ett gammalt villaområde uppe på ett berg ovanför Tölöviken. Många av de gamla villorna från 1800-talet står kvar, medan ett flertal har fått ge vika för järnvägen som går rakt igenom Fågelsången. Det finns ett kafé och konstnärsateljéer i Fågelsången.

## Vattenkvaliteten
Tölöviken led av övergödning redan på 1700-talet på grund av det ringa vattenflödet i viken. År 2005 tog man i bruk en gammal avloppstunnel via vilken man pumpar havsvatten från Hummelviken till Tölöviken för att förbättra vattenkvaliteten och öka strömningen.